# Movimento Unido de Libertação da Libéria para a Democracia
Movimento Unido de Libertação da Libéria para a Democracia (em inglês:  United Liberation Movement of Liberia for Democracy, ULIMO) foi um grupo rebelde que participou da Primeira Guerra Civil da Libéria (1989-1996).
O ULIMO foi formado em maio de 1991 por refugiados e soldados krahn e mandingo que combateram nas Forças Armadas da Libéria.  Foi liderado por Alhaji G.V.  Kromah e Raleigh Seekie, um vice-ministro das Finanças do governo Doe. Depois de lutar ao lado do Exército da Serra Leoa contra a Frente Revolucionária Unida (RFU), as forças do ULIMO entraram no oeste da Libéria em setembro de 1991. O grupo obteve ganhos significativos em áreas mantidas por outro grupo rebelde - a Frente Patriótica Nacional da Libéria (NPFL), as áreas de mineração de diamantes dos condados de Lofa e Bomi.
Desde o início, o ULIMO esteve cercado por divisões internas e o grupo fragmentou-se em duas milícias separadas em 1994: ULIMO-J, uma facção krahn liderada pelo general Roosevelt Johnson, e ULIMO-K, uma facção mandingo liderada por Alhaji G.V. Kromah.
O grupo cometeu graves violações dos direitos humanos.